# Harnaska Ławka
Harnaska Ławka – piarżysta przełęcz położona na wysokości ok. 2400 m n.p.m. znajdująca się w grani głównej słowackich Tatr Wysokich. Harnaska Ławka znajduje się w północnym ramieniu Małego Lodowego Szczytu, które opada w kierunku Lodowej Przełęczy. Przełęcz ta jest jedną z przełęczy oddzielających Mały Lodowy Szczyt od Harnaskiej Turni (dokładnie oddziela Harnaską Turnię od Harnaskiego Kopiniaka). Dokładny przebieg grani jest następujący:
- Mały Lodowy Szczyt,
- Harnaski Karbik,
- Harnaski Zwornik,
- Harnaskie Wrótka,
- Harnaski Kopiniak,
- Harnaska Ławka,
- Harnaska Turnia,
- Wyżnia Harnaska Szczerbina,
- Harnaskie Zęby,
- Niżnia Harnaska Szczerbina,
- Harnaskie Czuby,
- Lodowa Przełęcz.

Na Harnaską Ławkę nie prowadzą żadne znakowane szlaki turystyczne, dla taterników najdogodniej dostępna jest od strony Doliny Jaworowej.
Nazwa Harnaskiej Turni, podobnie jak innych sąsiadujących obiektów, wywodzi się od słowa harnaś, które funkcjonuje w gwarze podhalańskiej i określa się nim dawnego przywódcę bandy zbójników.

## Historia
Pierwsze wejścia turystyczne:
- Alfred Martin, 3 czerwca 1905 r. – letnie,
- Wanda Czarnocka i Adam Karpiński, 25 grudnia 1924 r. – zimowe.